# Ганта
Ганта (англ. Ganta) — город в Либерии. Второй по величине город страны.

## География
Расположен в северной части страны, на границе с Гвинеей. Находится на территории графства Нимба. Абсолютная высота — 301 метр над уровнем моря.

## Население
По данным на 2013 год численность населения составляет 43 203 человека.
Динамика численности населения города по годам:
| 1990   | 2008   | 2013   |
| ------ | ------ | ------ |
| 10 020 | 41 106 | 43 203 |

## Инфраструктура
В городе имеется больница и мечеть.